# Dobroslav Chrobák
Dobroslav Chrobák (Hybe, 16 febbraio 1907 – Bratislava, 16 maggio 1951) è stato uno scrittore slovacco, noto anche come critico letterario, saggista e pubblicista.

## Biografia
Nacque come secondogenito in una famiglia del ceto medio composta da quattro figli: suo fratello Vladimir (1909 - † 1984) è stato un ingegnere civile, architetto, autore di testi universitari; suo padre O. Beetle non era solo un sarto, ma anche un operatore culturale.
Dobroslav Chrobák si sposò con Herta Chrobáková: hanno avuto un figlio insieme.
Il suo percorso di studi seguì le tappe fondamentali del ginnasio di Rožňava e la scuola tecnica-industriale di Bratislava. Completò gli studi nell'anno 1934 presso la scuola superiore di Praga.
Al suo rientro a Bratislava intraprese la carriera di insegnante di storia della letteratura.
La sua attività che lo rese maggiormente noto fu però quella di prosatore, appassionato di argomenti a tematica rurale, capace di descrivere rappresentazioni campagnoli con lo scopo di evidenziare i contrasti sociali ed etico-morali tra la vita dei contadini e quella degli abitanti delle moderne città.
L'autore spesso mostra un tono commosso e nostalgico nell'affresco di panorami montani e campestri.
Successivamente lavorò come redattore al Radiogiornale della radio ceca di Bratislava, prima di gestire per cinque anni la rivista Slovakia.
Tra le sue opere fondamentali si annoverano la raccolta di novelle Kamarát Jašek ("L'amico Jašek") del 1937, costituita da otto novelle caratterizzate da elementi naturisti, espressionisti oltre che da un grande vitalismo, e il breve romanzo intitolato Drak sa vracia ("Il drago ritorna") del 1943, opera nella quale Chrobák indicò la via da percorrere per raggiungere il desiderato mondo di pace e giustizia, confermando il suo amore per la patria ed il rispetto per le tradizioni degli antenati. Attraverso uno sviluppo favolistico e popolaresco, l'autore insistette sullo spirito solidaristico, su quello fraterno e sull'abnegazione.
Assieme a Štefan Letz, fondò la Slovenský literárny almanach e la Rukoväť dejín slovenskej literatúry.
Il suo impegno letterario lo portò anche ad occuparsi di traduzioni di autori europei, tra i quali Hermann Hesse e Henri Pourrat.
Morì di cancro il 16 maggio 1951.

## Opere principali
- 1924 - Les ("Il Bosco")
- 1925 - Náraz priam centrický
- 1930 - Holé steny, schizzo
- 1931 - Dva kamenné dni ("Due giorni di pietra")
- 1931 - Ábel Orphanides
- 1931 - Slovenský literárny almanach ("Almanacco letterario slovacco")
- 1932 - Rukoväť dejín slovenskej literatúry ("Prontuario di storia della letteratura slovacca")
- 1932 - Ábel Jariabek
- 1934 - Šľachtické hniezdo ("Nido di nobili")
- 1937 - Kamarát Jašek ("L'amico Jašek")
- 1943 - Drak sa vracia ("Il drago ritorna")